# 比阿特麗斯·里奇
比阿特麗斯·里奇（義大利語：Beatrice Ricchi，1993年10月16日—）是一名出生於義大利艾米利亞-羅馬涅大區的壘球選手，司職外野手，目前效力於A1聯賽弗利。她曾隨隊參加2015年、2019年、2021年歐洲女子壘球錦標賽，結果獲得金牌。

## 外部連結
- 比阿特麗斯·里奇的Instagram帳戶